# San Pedro Tidaá
San Pedro Tidaá là một đô thị thuộc bang Oaxaca, Mexico. Năm 2005, dân số của đô thị này là 646 người.